# ایست پراویدنس (رود آیلند)
ایست پراویدنس (به انگلیسی: East Providence) شهری در ایالت رود آیلند کشور ایالات متحده آمریکا است که جمعیت آن در سرشماری سال ۲۰۱۰ میلادی، ۴۷٬۰۳۷ نفر بوده‌است.